# Beit ed-Din
Die libanesische Kleinstadt Beit ed-Din ist das administrative Zentrum des Distrikts Chouf im Gouvernement Libanonberg. Die Stadt liegt 45 Kilometer südöstlich von Beirut und in der Nähe von Deir el-Qamar, von dem es durch ein steiles Tal getrennt ist. 2010 hatte sie 1613 registrierte Wähler und ihre Einwohner sind überwiegend maronitische, melkitische und griechisch-orthodoxe Christen. Die Landfläche umfasst 244 Hektar und die durchschnittliche Höhe beträgt 860 Meter über dem Meeresspiegel.
Die Stadt, in der jährlich ein Sommerfestival stattfindet, beherbergt den Palast Beit ed-Din.

## Geschichte
Emir Baschir Schihab II. aus der Schihab-Dynastie, der später zum Herrscher des Emirats Libanonberg wurde, begann 1788 mit dem Bau des Palastes an der Stelle einer drusischen Einsiedelei. 1811 verlegte Bashir die Hauptstadt des Emirats von Deir al-Qamar nach Beit ed-Din. Als er 1840 ins Exil geschickt wurde, wurde der Palast von den Osmanen als Regierungsgebäude genutzt. Während des französischen Mandats diente er als lokales Verwaltungsbüro.
Im Jahr 1943 erklärte der erste libanesische Präsident Béchara el-Khoury den Palast zur präsidialen Sommerresidenz. Im libanesischen Bürgerkrieg wurde der Palast schwer beschädigt.
In Beit ed-Din gibt es drei weitere Paläste, die für die Söhne von Emir Bashir II gebaut wurden. Sie sind für die Öffentlichkeit nicht zugänglich.